# Vandellia clausa
Vandellia clausa är en tvåhjärtbladig växtart som beskrevs av Ferdinand von Mueller. Vandellia clausa ingår i släktet Vandellia och familjen Linderniaceae. Inga underarter finns listade i Catalogue of Life.